# Петър Трантеев
Петър Иванов Трантеев (Хера) е български учен-спелеолог, който поставя основите на модерната спелеология.

## Първи стъпки в изследването на пещерите
Петър Трантеев е роден в София през 1924 г. Едва 8-годишен, на именния си ден тайно напуска дома си и само с няколко свещи в джоба посещава първата си пещера – Темната дупка край Гара Лакатник. Това негово детско увлечение ще се превърне в призвание за целия живот.
Като гимназист в София посещава сбирките на създаденото през 1929 г. Първо българско пещерно дружество. От 1947 г. следва география и геология в Софийския университет. От февруари 1948 година е секретар на научноизследователския колектив „Млада гвардия“ към Първото българско пещерното дружество. Членовете на колектива работят предимно в пещерата Темната дупка при г. Лакатник. Работят и в пещери, разположени по Дупнивръшкото плато и местността Пашалъка. В началото на август 1949 г. картира Рушовата пещера при с. Градешница. Изследва и пещери близо до селата Галата, Пещерна и Малка Желязна. Трантеев участва в първата научноизследователска студентска бригада „Тодор Павлов“ (1948). Изследвани и картирани са пещерите край Карлуково и Лакатник. В края на 1949 г. пещерното дружество, както и много други независими обществени сдружения, е ликвидирано с правителствен указ.

## Борба за възстановяване на пещерното дружество
Петър Трантеев организира пещерни изследвания чрез алпийската секция към спортен клуб „Динамо“ („Урвич“). През 1953 г. изпраща писмо до министър-председателя Вълко Червенков, в което мотивира необходимостта от съставяне на специален закон за проучване и опазване на пещерите. Предлага да бъде създадена научноизследователска станция, която да обединява усилията на хидрогеолози, етнографи, геолози и биолози за развитието на спелеоложката  наука в България. Писмото е с копие до БАН. Това писмо остава без отзвук – такъв спелеоложки  институт и закон и до днес не съществуват. През 1954 г. създава Младежкия зоологически кръжок към Зоологическия музей. Кръжочниците обикалят много пещери, за да изследват техните биотопи.
През 1957 г. е възстановен Българският туристически съюз (БТС). Петър Трантеев отново започва да търси пътища за възстановяване на пещерното дружество и изпраща писмо с подобно предложение до ръководството на БТС. Писмото е подкрепено и подписано от няколко учени и общественици – акад. Иван Буреш, неговия преподавател от университета – проф. Любомир Динев (създател и ръководител на катедрата „География на туризма“ в Софийския университет), инж. Радуш Радушев, инж. Петър Петров (учредител през 1929 г. на Първо българско пещерно дружество) и Никола Загоров. На 14 август 1958 г. излиза решение на Централния съвет на БТС за създаване на Комисия по пещерно дело и пещерен туризъм към БТС, преименувана по-късно в Републиканска комисия по пещерно дело и пещерен туризъм (1963 г.) и Българска федерация по пещерно дело – от 1972 г. (днес Българска федерация по спелеология). Петър Трантеев е избран за нещатен секретар на Комисията през 1958 г. 

## Начело на организираното пещерно движение
Почетен председател както на комисията, така и на федерацията до смъртта си през 1980 г. остава патриархът на българската зоология академик Иван Буреш. За един период от 20 години Трантеев е фактическият ръководител на организираното пещерно движение в България. Трантеев е щатен секретар на комисията в периода 12 февруари 1961 – 1 септември1966 г. От 1966 до 1969 г. е географ-геолог в Зоологическия институт на БАН и нещатен секретар на комисията. Специалист спелеолог към комисията по защита на природата към БАН (1969 – 1974). Заместник-председател на Републиканската федерация по пещерно дело от 2 август 1974 до 24 ноември 1979 г., когато умира от рак.
Като административен ръководител на пещерното движение, Трантеев решително пресича всички опити за превес на спортните тенденции и самоцелни спортни рекорди в пещерното дело. Той изисква за всяка една пещерна експедиция да бъде изработена и изпълнена научна програма. Като сътрудници са ангажирани над 80 научни работници – спелеолози, които се занимават със специализираните научни проблеми в пещерите. Те получават съдействие от около 4000 обучени пещерняци, които като любители работят под земята. От първия курс за водачи и картировачи в пещерите през 1959 г. до 1979 г. Трантеев е ръководител и лектор на повечето курсове за педагогически кадри (младши инструктори и инструктори по пещерно дело). В края на 1978 г. инструкторите по пещерно дело са 678, а завършилите курсовете за значката „Пещерняк-НРБ“ са около 4000. Пещерняците са обединени в 46 пещерни клуба и две пещерни групи. Обучение на педагогическите кадри – инструктори и младши инструктори, се провежда от федерацията под контрола на Централната планинска школа „Мальовица“. Курсистите за значката „Пещерняк-НРБ“ се обучават от инструктори от пещерните клубове, по утвърдена от федерацията програма. От първия курс за водачи и картировачи през 1959 г. до 1979 г. Трантеев е лектор и ръководител на повечето курсове за педагогически кадри (младши инструктори и инструктори по пещерно дело). Негово дело е и лекционният материал за курсовете. Изпитите за значката „Пещерняк НРБ“ се извършват под контрола на инструктори от БФПД. 
През 1974 г. заедно с Петко Недков създават пещерния Аварийно-спасителен отряд.
Петър Трантеев ръководи 10 международни и 45 републикански експедиции и 4 международни и 5 републикански пещерни сбора. Изследвани и картирани са 2800 пещери и пропасти, като Трантеев лично участва в картирането на 279 от тях. През 1974 г. заедно с инж. Радуш Радушев създават Главната картотека на българските пещери, като за основа е използвана личната му картотека на българските пещери. От 1973 г. е член на Комисията по карстова терминология към Международния спелеоложки съюз. На проведената през 1976 г. Трета национална конференция по спелеология предлага система от знаци за картиране на пещерите, която система е одобрена и става задължителна за пещерните клубове в България. Негово дело е и Ръководството по картиране на пещери и пропасти (изд. 1981 г.)
С неговата решаваща  помощ са благоустроени и отворени за посещения от граждани пещерите „Леденика“, „Магура“, „Съюва дупка“, „Орлова чука“, Снежанка, „Дяволското гърло“ (с. Триград) и „Бачо Киро“ (електрифицирана още през 1936 г.). 
В периода 1966 – 1969 г., когато работи в Зоологическия институт, изследва и картира пещери в Северозападна България, като обръща особено внимание на подземния климат, на вторичните образувания и пещерната фауна. От негови лични документи и печатни бланки на Зоологическия институт за изследвания става известно, че по това време към Зоологическия институт на БАН функционира първата Биоспелеологична лаборатория в България, която е негово дело.
Като специалист-спелеолог работи по няколко научни теми: Ледените пещери в България, Абиотическа характеристика на ледените пещери в България, Пещерите в България, Пещерните бисери в България – генезис и систематика, Имената на българските пещери, Чиренско-Лиляшкият карстово-спелеологичен  район, Морфология и генезис на националният туристически обект - Лепеница край Велинград. Заедно с Петър Берон работи по темите: Биологическа характеристика на българските пещери и Библиография на българската спелеология. Двамата започват и изпълнението на една дългосрочна експедиционна програма за изследване на българските пещери. Целта им е написването на една многотомна енциклопедия за българските пещери. Преждевременната смърт на Трантеев прекъсва изпълнението на общия проект.
Петър Трантеев е автор  на 8 книги и на над 300 публикации в печата, включително във вестник „Ехо“ и списание „Турист“, на които той е постоянен сътрудник от 1959 г.
Бъдещото развитие на пещерното дело в България според него е само в тясното сътрудничество с научните институти, чиито задачи са свързани със спелеологията. Смята, че е назряла необходимостта от създаването на Институт по спелеология. С решаващата му помощ се подготвят три национални конференции по спелеология (две от тях съвместно с БАН). Трантеев е и секретар на организационния комитет на Европейската конференция по спелеология, състояла през 1980 г. в София. За нейната подготовка отдава своите последни сили.
Още  от 1948 г. Трантеев установява връзки със свои колеги спелеолози и специалисти от спелеоложките институти и обществени организации, занимаващи се с изследването на пещери, от Полша, СССР, Румъния, Югославия, Австрия, Италия, Италия, Франция, Австралия, САЩ, Гърция, Унгария и др. Благодарение на тези контакти, по покана на БФПД, участват в наши международни експедиции и много чужди гости – спелеолози и пещерняци. Трантеев не само публикува свои статии в чуждестранни спелеоложки списания, но и представя България на спелеоложки конгреси и конференции. На него се дължи нарасналият международен авторитет на българската спелеология след 1958 г.  
Въпреки положеният от него и българските пещерняци доброволен труд на строежа на Националния пещерен дом „Петър Трантеев“, при с. Карлуково, той не успява да го види функциониращ, като пещерен музей, научноизследователска лаборатория и база за обучение на педагогически кадри. Идеята му се реализира едва през 1981 г., когато завършва изпълнението на проекта на арх. Константин Масларски. 
Неговите идеи и постижения без съмнение са основа за развитие и бъдещи изследвания под земята. Визията на Петър Трантеев за развитието на спелеологията, организираното пещерно дело и пещерния туризъм в България надживява неговото време.

## Любопитни факти
Трантеев е известен с немската си педантичност и страст към различни технически приспособления за проникване в пещерите. Неговите първи приятели и съмишленици от началото на 50-те години на ХХ век го наричат с уважение „Хера“. Оттогава е известен като хер Трантеев.  

## Памет
С решение на Пленума на Българската федерация по пещерно дело от декември 1979 г. Националният пещерен дом при с. Карлуково носи името на Петър Трантеев. 
На името на Петър Трантеев са наречени четири открити в българските пещери троглобионта.